# Юль-Йенсен, Кристофер
Кристофер Юль-Йенсен (дат. Christopher Juul-Jensen, род. 6 июля 1989 в Килмаканоге, Ирландия) — датский профессиональный шоссейный велогонщик ирландского происхождения, выступающий с 2016 года за команду Мировогот тура «Mitchelton-Scott». Чемпион Дании 2015 года в индивидуальной гонке.

## Достижения
2010
2-й Чемпионат Дании U23 в групповой гонке
2011
1-й Кубок наций Сегенея
2012
1-й  Молодёжная классификация Париж — Коррез
2-й Чемпионат Фландрии
2014
2-й Чемпионат Дании в индивид. гонке
2015
1-й  Чемпионат Дании в индивид. гонке
1-й  Тур Дании
9-й Энеко Тур
2016
2-й Кубок Японии
2017
7-й Страде Бьянке
2018
1-й Этап 4 Тур Швейцарии

## Статистика выступлений

### Гранд-туры
| Гонка           | 2014 | 2015 | 2016 | 2017 | 2018 |
| --------------- | ---- | ---- | ---- | ---- | ---- |
| Джиро д'Италия  | 100  | 135  | —    | 109  | 74   |
| Тур де Франс    | —    | —    | 199  | —    | —    |
| Вуэльта Испании | —    | —    | —    | 107  | —    |